# Dom Sierot

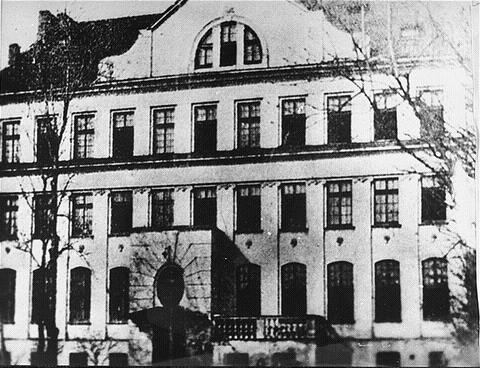
Dom Sierot ok. 1935. Widoczne niezachowane poddasze, na którym mieszkał Janusz Korczak

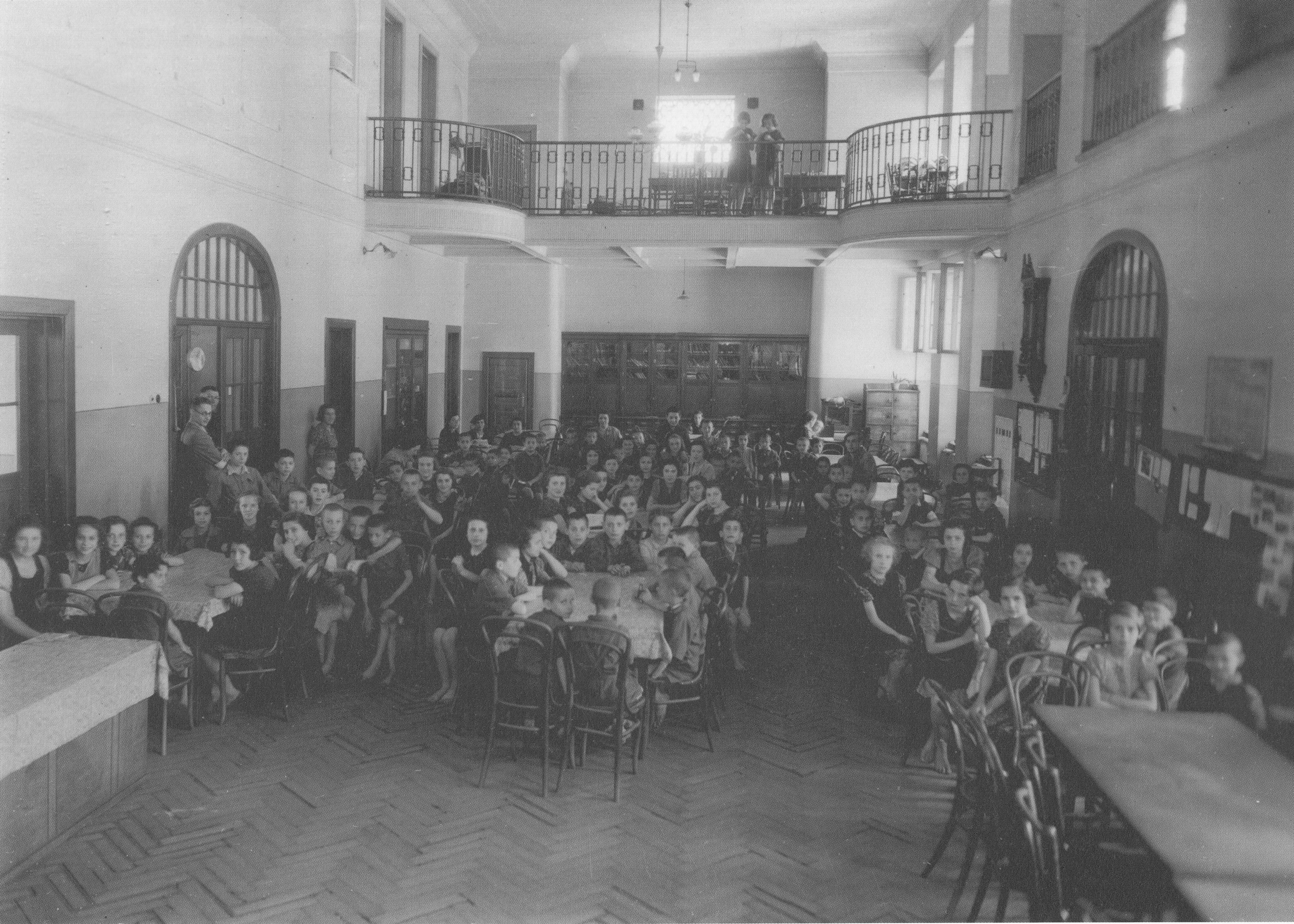
Dzieci w Domu Sierot (maj 1940)

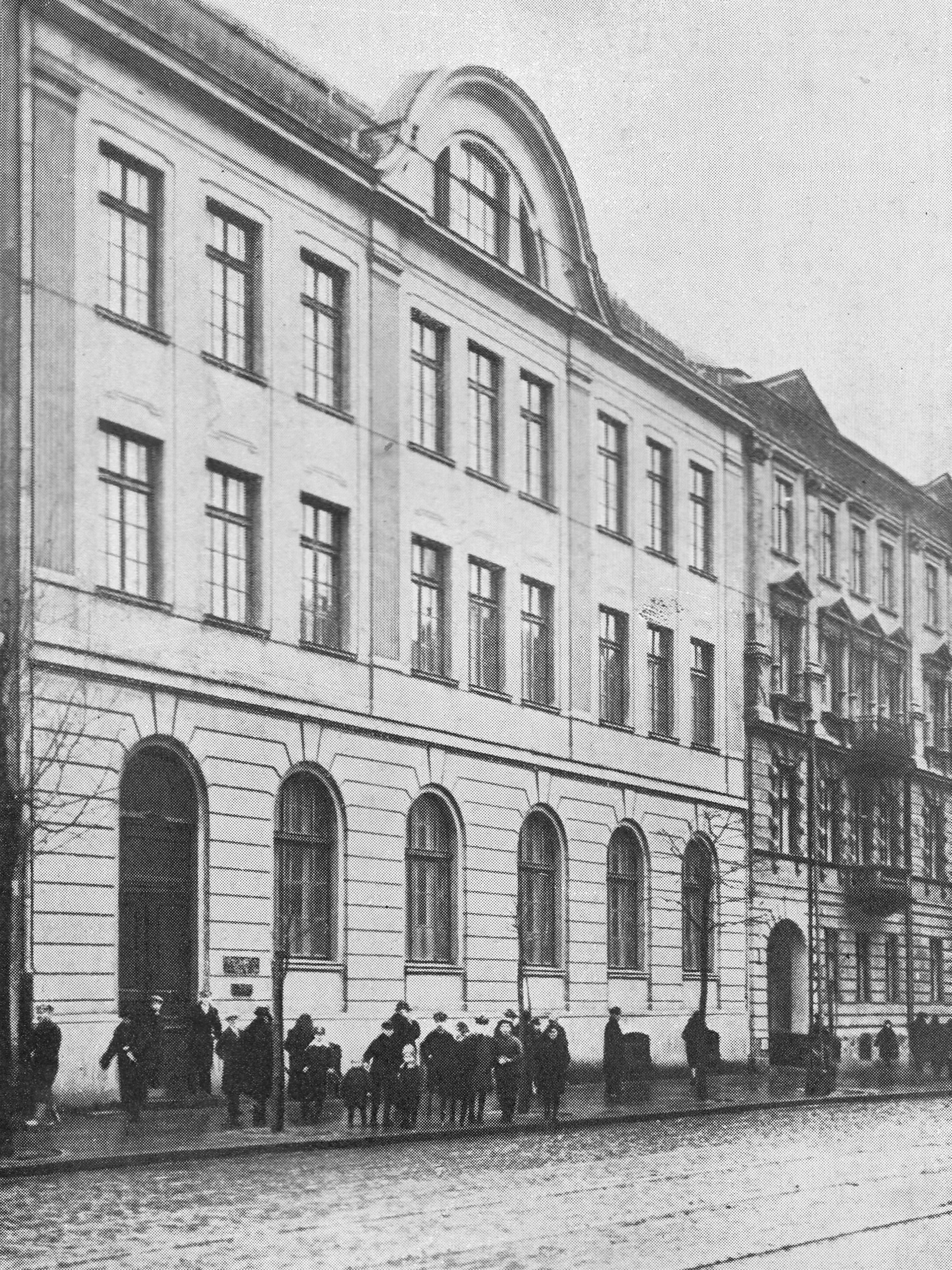
Budynek Państwowej Szkoły Handlowej im. J. i M. Roeslerów przy ul. Chłodnej 33 (obecnie nieistniejący), od listopada 1940 do października 1941 siedziba Domu Sierot w getcie warszawskim

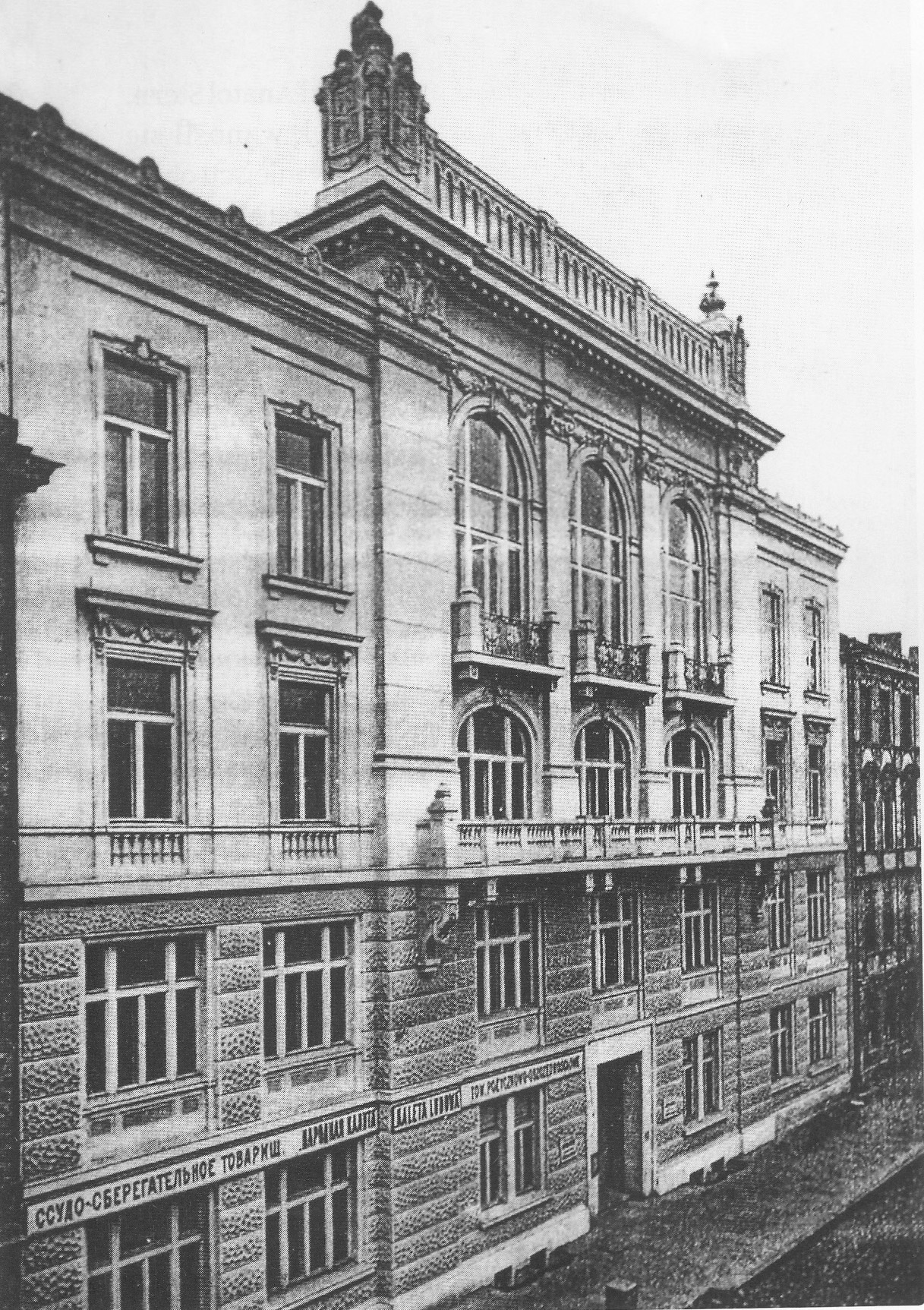
Gmach Towarzystwa Wzajemnej Pomocy Pracowników Handlowych i Przemysłowych przy ul. Siennej 16, ostatnia siedziba Domu Sierot

Dom Sierot – warszawski sierociniec dla dzieci żydowskich założony przez Stefanię Wilczyńską i Janusza Korczaka, działający w latach 1912–1942.

## Historia
W 1906 (okres Królestwa Polskiego) towarzystwo Pomoc dla Sierot (mające siedzibę przy ul. Franciszkańskiej 2) podjęło decyzję wybudowania własnego domu dla dzieci. 12 maja 1910 zakupiono przy ul. Krochmalnej 92 plac za kwotę 24 000 rubli. Powołano Komisję Budowlaną pod przewodnictwem Izaaka Eliasberga. W jej skład wchodził także Janusz Korczak.
14 czerwca 1911 położono kamień węgielny pod budynek przeznaczony dla 106 dzieci. Powstał przy ul. Krochmalnej 92. 7 października 1912 Janusz Korczak – dyrektor Domu Sierot i Stefania Wilczyńska – naczelna wychowawczyni, wprowadzili pierwszych wychowanków – 85 dzieci żydowskich. W suterenie znajdowały się: kuchnia, pralnia, kotłownia, szatnie dla dzieci, rozbieralnia i pokój kąpielowy. Na parterze największą powierzchnię zajmowała sala rekreacyjna, pełniąca także funkcję jadalni. Tu znajdowały się klasy do odrabiania lekcji oraz kancelaria. W maleńkim pokoiku mieścił się sklepik. Na pierwszym piętrze mieszkali bursiści, drugie piętro zajmowały dwie ogromne sypialnie (chłopców i dziewcząt). Obok sypialni dziewczynek był pokój Stefanii Wilczyńskiej oraz izolatka dla chorych. Na poddaszu znajdował się pokój Korczaka, który mieszkał tu do 1932. Od 1914 Korczak był w armii rosyjskiej. Wrócił do Domu w 1919. W czasie nieobecności Korczaka domem kierowała Stefania Wilczyńska, w trakcie I wojny światowej oraz podczas jego podróży do Palestyny w latach 1934 i 1936. 
Po wybuchu II wojny światowej Warszawa trafiła pod okupację niemiecką. Po utworzeniu w październiku 1940 przez Niemców getta, Dom Sierot znalazł się po stronie aryjskiej. Niedaleko od utworzonej granicy getta, przy ul. Chłodnej 33, znajdował się gmach Państwowej Szkoły Handlowej im. J. i M. Roeslerów. Pomiędzy Domem Sierot a Szkołą Handlową nastąpiła wymiana lokali, a Janusz Korczak i dyrektor Szkoły zobowiązali się wzajemnie zwrócić sobie budynki w stanie niezniszczonym. Przeniesienie Domu Sierot z Krochmalnej do getta nastąpiło przypuszczalnie w ostatnich dwóch dniach października lub na początku listopada 1940. Nowy lokal był mniejszy, nieprzystosowany do potrzeb zakładu opiekuńczego dla dzieci. Mieszkało tam również kilka rodzin żydowskich.
21 października 1941 Niemcy wydali zarządzenie o zmianie granic getta i wyłączeniu z niego m.in. terenów po zachodniej stronie ul. Żelaznej. Dom Sierot z ul. Chłodnej przeniesiono do gmachu Towarzystwa Wzajemnej Pomocy Pracowników Handlowych i Przemysłowych przy ul. Siennej 16 (z drugim wejściem od ul. Śliskiej 9). Była to trzecia i ostatnia siedziba Domu Sierot. Z tego miejsca Korczak, dziesięcioro wychowawców i 192 dzieci 5 lub 6 sierpnia 1942 zostali wypędzeni na Umschlagplatz, skąd zostali przewiezieni do obozu zagłady w Treblince, gdzie zginęli.
Budynek Sierot został uszkodzony w czasie II wojny światowej. Zniszczone poddasze z pokojem Janusza Korczaka nie zostało odtworzone. W budynku zachowały się elementy oryginalnego wystroju.
Oddany do użytku w 1948 roku odbudowany budynek stał się siedzibą Warszawskiej Szkoły Partyjnej PZPR. Po przeniesieniu w latach 50. szkoły na ulicę Stępińską budynek przekazano Komitetowi Korczakowskiemu. W 1958 roku stał się siedzibą Domu Dziecka nr 2 imienia Janusza Korczaka, a później – Korczakianum (oddziału Muzeum Warszawy).
Po podzieleniu ulicy Krochmalnej na trzy odcinki ma adres ul. Jaktorowska 6. 

## Inne informacje
Szkoła im. Roeslerów nie istnieje, a jej budynek przy ul. Chłodnej 33 uległ zniszczeniu w czasie powstania warszawskiego. W miejscu, w którym się znajdował, ustawiono kamień pamiątkowy z inskrypcją.
Gmach Towarzystwa Wzajemnej Pomocy Pracowników Handlowych i Przemysłowych uszkodzony przetrwał wojnę, jednak został rozebrany na początku lat 50. XX wieku w związku z budową Pałacu Kultury i Nauki. Dzisiaj w tym miejscu znajduje się plac oraz fragment północno-wschodniego skrzydła pałacu zajmowanego przez Teatr Lalka. 5 sierpnia 2012 przy wejściu do teatru odsłonięto tablicę upamiętniającą ostatnią siedzibę Domu Sierot.

## Galeria

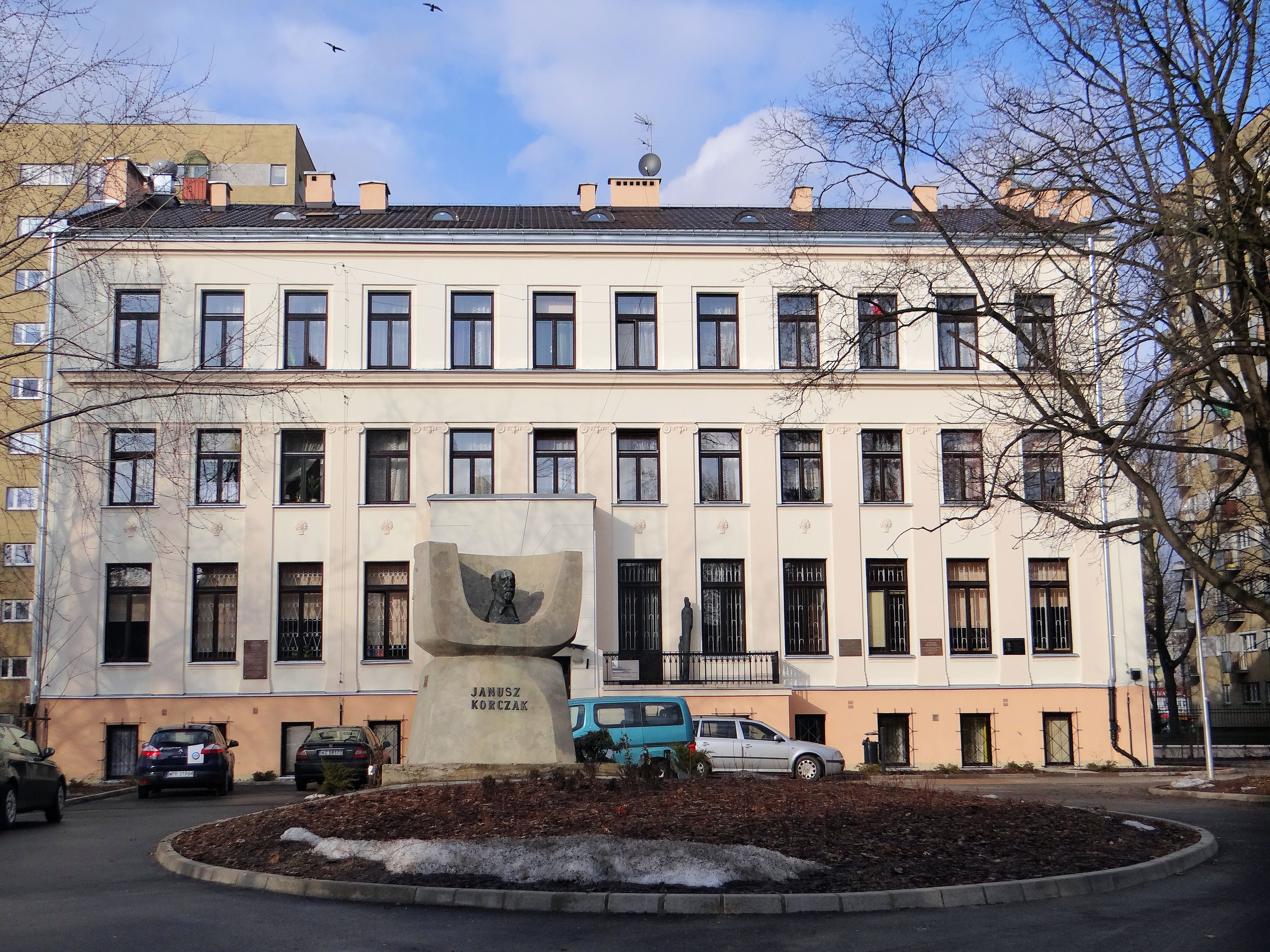
Budynek Domu Sierot w 2013
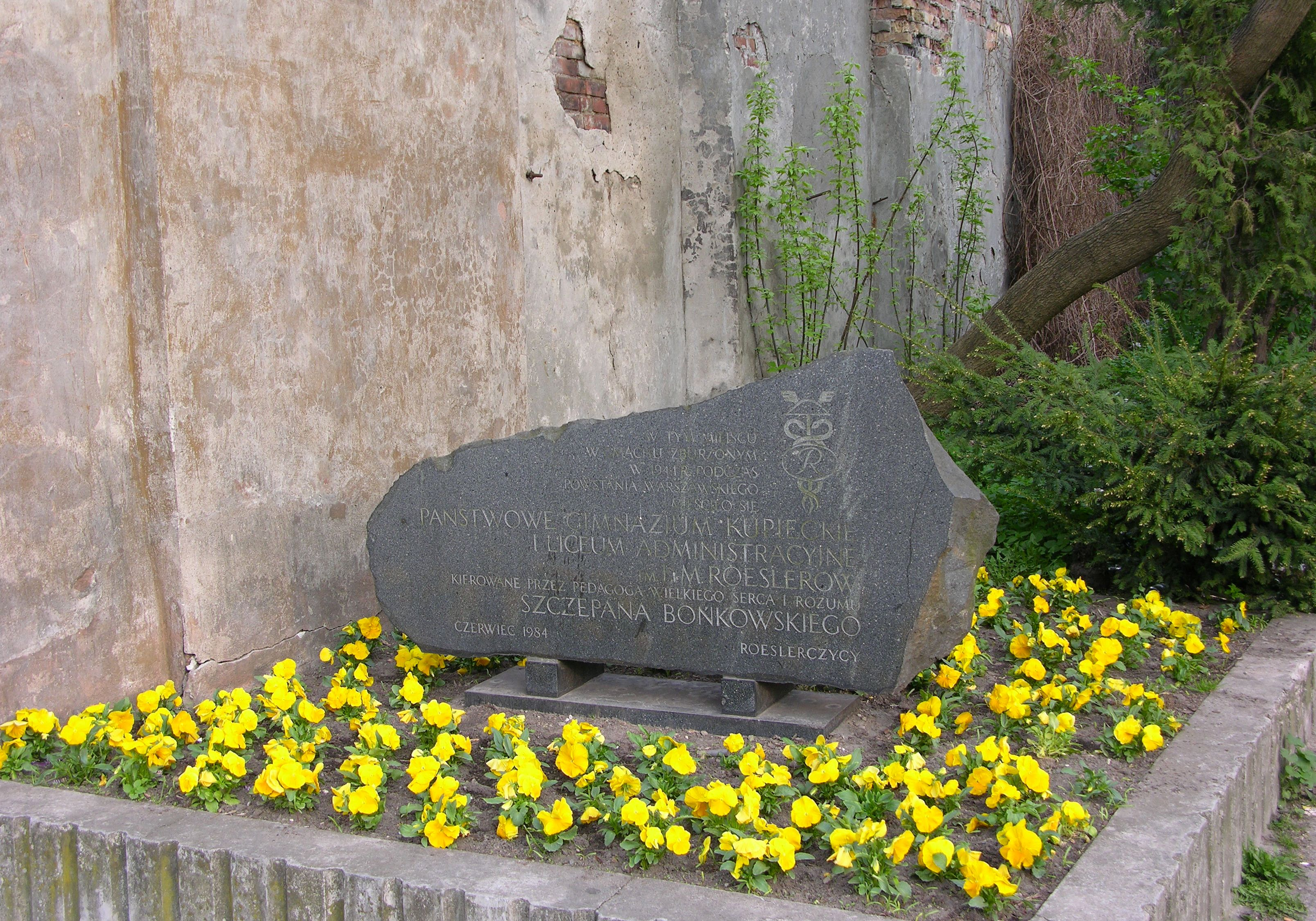
Kamień pamiątkowy w miejscu nieistniejącej szkoły przy ul. Chłodnej 33
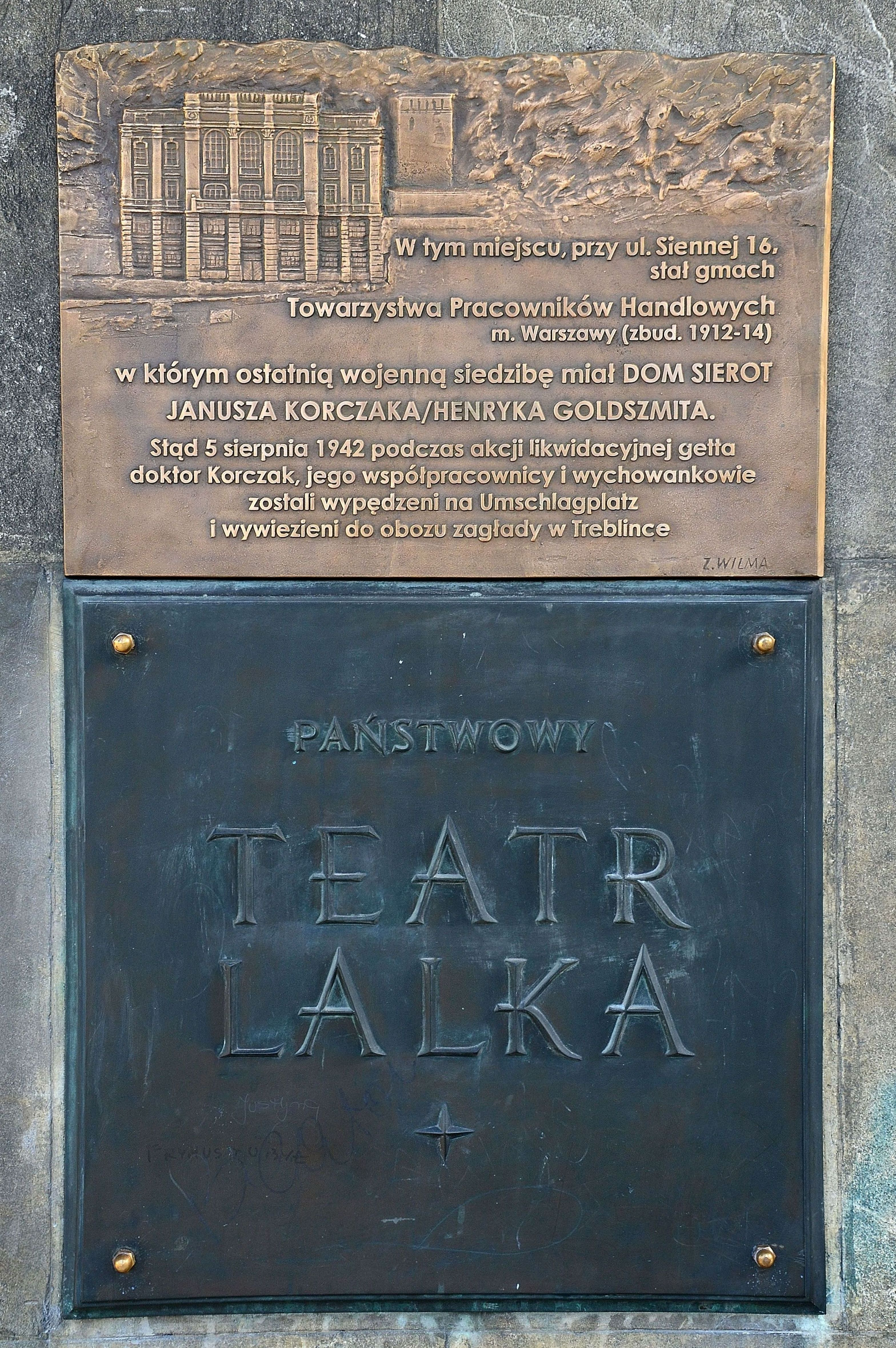
Tablica upamiętniająca ostatni Dom Sierot, przy ul. Siennej 16
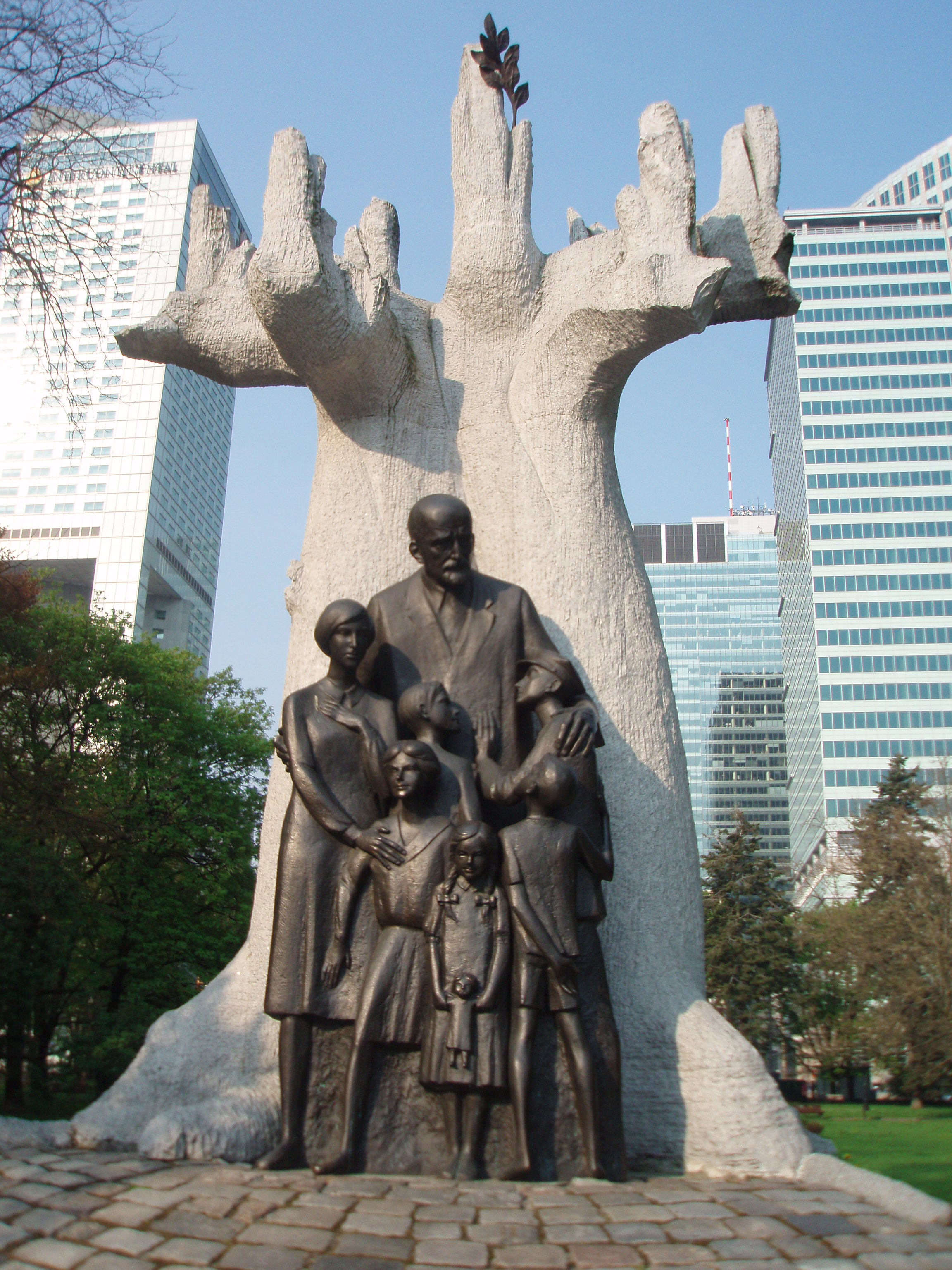
Pomnik Janusza Korczaka znajdujący się w pobliżu miejsca, w któryn znajdowała się ostatnia siedziba Domu Sierot